# Drosophila paucilineata
Drosophila paucilineata är en tvåvingeart som beskrevs av Burla 1957. Drosophila paucilineata ingår i släktet Drosophila och familjen daggflugor.
Artens utbredningsområde är Kenya.